# دراغون بول الكون الغامض
دراغون بول الكون الغامض (بالإنجليزية: Dragon Ball XenoVerse وتختصر بDragon Ball XV) هي لعبة فيديو تقمص الأدوار مقتبسة من دراغون بول (مانغا) تم تطويرها من قبل شركة ديمبس ونشرتها بانداي نامكو إنترتينمنت. وقد صدرت في فبراير 2015 للبلاي ستيشن 3، بلاي ستيشن 4، إكس بوكس 360، إكس بوكس ون، ومايكروسوفت ويندوز. وهي أول العاب فيديو دراغون بول صدرت على اجهزة العاب فيديو الجيل الثامن.

## اللعب
تكون بيئة اللعبة بالكامل تقريبا 3D التي تكون اغلب المناطق فيها من عالم دراغون بول، وقد تمت صناعتها في المركز الرئيسي -مدينة توكي توكي-. يمكن للمقاتلين اجتياز المراحل والمستويات في ساحات واسعة ويستطيع ان يحارب على الأرض، والهواء وتحت الماء. وتظهر الشخصيات تغيير ملامح وتعابير الوجه عند ضربها أو تعرضها لضرر. وان كانت اللعبة محدودة، إلا أن اللاعبين يمكنهم استكشاف كوكب الأرض جنبا إلى جنب كما في عالم دراغون بول مع بعض المواقع الأخرى، كما ذكر سابقا مدينة توكي توكي. XenoVerse هي أيضا ثالث لعبة تستطيع فيها صناعة الشخصيات، الأولى هي دراغون بول اونلاين والثانية هي دراغون بول زد: ألتميت تينكايتشي. تكون للاعب حرية الاختيار في صناعة شخصيته التي يريدها واعطائها خصائص اللاعبيين الاصليين في اللعبة واختيار الحركات القاضية والعناصر المحددة التي يريدها.
في وضع صناعة الشخصيات، يستطيع اللاعبين تخصيص شخصياتهم من حيث العرق أو الجنس أو شعر الوجه، معالم الجسم والملابس والآثار وصوت الشخصية. وهناك خمس مراحل متاحة للعب: السايانز، الناميك، الارضيون، الماجين ومرحلة فريزا؛ وكل من هذه المراحل لها مزاياها الخاصة ونقاطها ومراتبها.
يتم الوصول إلى وضع متعدد اللاعبين عن طريق مدينة توكي توكي، فهي لديها الخوادم والسيرفرات ويمكن للاعبين إنشاء المجموعات والتعاون، في مهمة وقت-السفر.
القصة تبدأ بتزمن مع قصة دراغون بول اون لاين حيث تبدا أحداث بعد ان بدأ ميرا وتوا بتغير زمن باستعمال سحر الشر الأسود لي سيطرة علي اشرار دراغون بول وزيادة قوتهم في كل أزمان بدأ من هجوم راديتز الي قدوم اللورد بليز وسحر الشر الأسود انما علي ابطال أيضا ومبتكر سحر الشر الأسود هو ملك عالم مظلم ديمجير أي ملك توا وميرا ويشاركهما ديمجير في تغير الزمان بعد ان اكتشف ترانكس وكيوشين الزمن الامر ،فيطلب ترانكس من شين لونغ امنية وهي ان ياتي بمحارب قوي يساعده في ايقاف اشرار والمحارب عبارة عن شخصية تقوم بتصميمها أنت من عدة اجناس وهي كالتي (البشر،السايان،الماجين،النامكسيين،جنس فريزا)
مهمتك ان تنطلق مع ترانكس المستقبلي لي اصلاح الاضرار التي بزمن منها 
في ارك السايان

## لعب
من المقرر ان اللعبة في تدمير البيئات كامل 3D. يمكن أن مقاتلي اجتياز مستويات خالية من التجوال في مساحات واسعة جدا، ويمكن أن يقاتل على منصة، تذهب في الهواء، ومحاربة تحت الماء. تشغيلها عندما على الأرض، والسباحة في حين تحت الماء. XenoVerse ديه الحوار بينما تحارب على المضي قدما، وتظهر مقاتلين تعابير الوجه عندما ضرب الخصم أو اتخاذ الضرر. اللاعبين لديهم بعض الحرية لاستكشاف كوكب الأرض كما هو قائم في الكون التنين الكرة جنبا إلى جنب مع حفنة من المواقع الأخرى، بما في ذلك مدينة جديدة غامضة، كشفت الآن باسم مدينة توكي-توكي، وهو نقطة المنشأ لعبة جديدة الطابع. XenoVerse هو أيضا ثالثة لعبة التنين الكرة إلى ميزة خلق شخصية، أولها التنين الكرة اون لاين والثاني كونها دراغون بول: ألتمت بلاست.
وأكد اللعبة شخصية جديدة لتكون ذات طابع لاعب بإنشائه. مع التخصيص شخصية اللاعبين، سيكون الآن قادرا على تخصيص طابعها في العرق أو الجنس أو الرأس، وبناء، والصوت، والملابس. يمكنك أيضا تغيير الملعب وإضافة تأثيرات صوتية لصوت الحرف. وتشمل الآثار صوت فلنجر، الانسجام، الصدى، واهتزاز. هذه الآثار يمكن أنب تروق اللاعب وأكثر من واحد يمكن تطبيقها على الصوت. يمكن للاعبين خلق شخصيات من أجناس متعددة، مع تلك المتاحة يجري Saiyans، Namekians، أرضية، Majins والعرق فريزر ل. [4] لاعبين سوف تكون قادرة على زيارة مستقبلية توكي-توكي سيتي، يجتمع مع لاعبين آخرين، وتأخذ على تعاونية، البعثات وقت السفر. [5]
جهاز الكمبيوتر، PS4، وأجهزة xbox one إصدارات dragon ball XenoVerse تشمل أيضا ميزات فريدة من نوعها المناسبة لهذا الجيل من لوحات المفاتيح مثل تحسين الرسومات. يمكن للاعبين أيضا أن تصبح المتدربين من الشخصيات أنيمي التنين الكرة الأصلية لتجهيز أكثر من 200 التحركات الخاصة و450 البنود زي. كما ذكرت من قبل ShonenGameZ، كشف بيان نشر على موقع أمازون اليابان لدليل أنه لن يكون هناك لا يقل عن 47 حرفا للعب. سيكون هناك 12 ماستر مهام، 50 مهام متوازية، 200 مهارات و400 قطعة من المعدات للاختيار من بينها وفقا لدليل. [6] على اللاعبين أيضا خيار لتجهيز أنواع من القدرة كي المسؤول متفاوتة، ولكن على حساب من سوبر الفتحة. بالإضافة إلى ذلك، يستخدم فيغيتا صيغة بديلة للسوبر سايان وسوبر سايان 2، ودعا سوبر فيغيتا وسوبر فيغيتا 2 على التوالي، والتي سوف تؤثر أساسا كي الانفجار القانون الأساسي للمستخدم بدلا من المشاجرة. سوف العرف Saiyans تكون قادرا على استخدام هذه القدرة أيضا